# Child (band)
Child was een Engelse popgroep, die in 1978 en 1979 zestien maanden lang heeft bestaan. De groep werd gevormd door Graham Bilbrough, Mike McKenzie en de tweeling Timothy en Keith Atack.

## Geschiedenis
Timothy Atack (drums) besloot op twaalfjarige leeftijd met zijn jeugdvriend Bilbrough (zang en gitaar) een band op te richten. Met David Cooper (basgitaar) en Timothys broer Keith (gitaar) traden ze op in Yorkshire.
In het voorjaar van 1978 werd Cooper vervangen door Mike McKenzie (basgitaar). De groep sloot een platencontract en het liedje "When You Walk in the Room" werd als single uitgebracht. Deze bereikte de Britse top veertig en de volgende single, "It's Only Make Believe", bereikte in het Verenigd Koninkrijk de top tien. Het debuutalbum, getiteld The First Album, verscheen in 1978 en een jaar later werd Total Recall uitgegeven. In de zestien maanden sinds 1978 had Child drie hits gescoord in het Verenigd Koninkrijk: "When You Walk in the Room", "It's Only Make Believe" en "Only You". In 1979 werd de band benoemd tot ambassadeur van het internationale jaar van het kind, dat georganiseerd werd door de Verenigde Naties. De band ging in dat jaar uiteen.

### Epiloog
De broers Atack speelden in de begeleidingsband van David Cassidy toen hij in 1985 door Engeland toerde. Het livealbum His Greatest Hits Live (1986), een registratie van een concert in de Royal Albert Hall, werd tijdens deze toer opgenomen. Keith Atack werkte in de jaren nadien veel samen met Bonnie Tyler en schreef met zijn broer Tim filmmuziek voor onder andere Among Giants en Cemetary Junction. Keith Atack richtte in augustus 1996 The Illegal Eagles op. een tributeband die nummers van The Eagles speelt.
Bilbrough ging in de jaren tachtig te werk als solo-artiest onder de naam Ricky Graham. Hij nam in de jaren negentig het bedrijf van zijn agent over en hernoemde het naar Ricky Graham Leisure. Hij was een keer te gast bij de muziekquiz Never Mind the Buzzcocks in de rubriek identity parade. In 2021 formeerde Bilbrough een nieuwe versie van Child.

## Discografie

### Singles
- "River of Love" met als B-kant "Too Late to Say Goodbye" (juni 1976)
- "Maybe Baby Someday" met "Rock 'n' Roll Singer" (september 1976)
- "What's a Nice Girl Like You" met "Sad One Sided Love Affair" (29 april 1977)
- "Still the One" met "Honky Tonk Lady" (1978)
- "When you walk in the room" met "Stay with Me" (maart 1978)
- "It's Only Make Believe" met "It Might as Well Rain until September" (juni 1978)
- "Only You" met "Loves Away" (april 1979)
- "Here Comes Summer"/"I Can't Explain" met "Caroline and Me" (juli 1979)
- "The Shape I'm In" met "Where Would We Go" (november 1979)

### Albums
- 1978 - The First Album
- 1979 - Total Recall

## Bezetting
- Timothy Atack (Wakefield, 5 april 1959)[2] - drums
- Mike McKenzie (Edinburgh, 20 augustus 1955)[2] - basgitaar
- Graham Robert Bilbrough (Fairburn, 23 maart 1958)[2] - zang en gitaar
- Keith Atack (Wakefield, 5 april 1959) - gitaar
- David Cooper - basgitaar